# Euploea rezia
Euploea rezia är en fjärilsart som beskrevs av Kirby 1894. Euploea rezia ingår i släktet Euploea och familjen praktfjärilar. Inga underarter finns listade i Catalogue of Life.